# بوب مورغان (غطاس)
بوب مورغان (بالإنجليزية: Bob Morgan) هو غطاس بريطاني، ولد في 27 مارس 1967 في كارديف في المملكة المتحدة.

## وصلات خارجية
- بوب مورغان على موقع الاتحاد الدولي للسباحة (الإنجليزية)
- بوب مورغان على موقع اللجنة الأولمبية الدولية (الإنجليزية)
- بوب مورغان على موقع أوليمبيديا (الإنجليزية)
- بوب مورغان على موقع اللجنة الأولمبية البريطانية (الإنجليزية)